# (20361) Romanishin
(20361) Romanishin est un astéroïde de la ceinture principale.

## Description
(20361) Romanishin est un astéroïde de la ceinture principale. Il fut découvert le 1er mai 1998 à la station Anderson Mesa par le programme LONEOS. Il présente une orbite caractérisée par un demi-grand axe de 2,65 UA, une excentricité de 0,16 et une inclinaison de 14,3° par rapport à l'écliptique.

## Compléments